# L'Espluga Calba
L'Espluga Calba (em catalão e oficialmente) ou Espluga Calva (em castelhano) é um município da Espanha na comarca de Garrigues, província de Lérida, comunidade autónoma da Catalunha. Tem 21,6 km² de área e em 2021 tinha 328 habitantes (densidade: 15,2 hab./km²).

## Demografia
| Variação demográfica do município entre 1991 e 2004 [carece de fontes?] | Variação demográfica do município entre 1991 e 2004 [carece de fontes?] | Variação demográfica do município entre 1991 e 2004 [carece de fontes?] | Variação demográfica do município entre 1991 e 2004 [carece de fontes?] | Variação demográfica do município entre 1991 e 2004 [carece de fontes?] | Variação demográfica do município entre 1991 e 2004 [carece de fontes?] |
| ----------------------------------------------------------------------- | ----------------------------------------------------------------------- | ----------------------------------------------------------------------- | ----------------------------------------------------------------------- | ----------------------------------------------------------------------- | ----------------------------------------------------------------------- |
| 1900                                                                    | 1930                                                                    | 1950                                                                    | 1970                                                                    | 1981                                                                    | 1986                                                                    |
| 1195                                                                    | 1230                                                                    | 930                                                                     | 583                                                                     | 471                                                                     | 449                                                                     |